# Cigar Bowl
Le Cigar Bowl était un match de football américain de niveau universitaire et d'après-saison régulière qui s'est joué dans le centre-ville de Tampa en Floride de 1947 à 1954 au Phillips Field,. Les équipes y jouant étaient des équipes considérées de faible niveau. En quelques années, le match fit partie intégrante du « cirque sportif » se déroulant sur un mois dans la région de Tampa et qui incluait le basket universitaire, le golf, le tennis, les courses hippiques et la boxe.
Le bowl était sponsorisé dans un but de collecte de fonds par la société franc-maçonne, l’Egypt Temple Shrine. Après quelques années, la capacité limitée du stade (20 000 spectateurs grâce aux gradins provisoires) et l'augmentation des frais d'organisation, amènent les organisateurs à repenser leur mode de sponsorisation. Les Shriners cessant leur aide financière en 1955, le bowl n'est plus organisé. Il y aura bien quelques tentatives pour relancer le match dans les années suivantes mais le manque de possibilité d'accueil de public n'incite pas à ce que de grosses équipes viennent jouer (Le Tampa Stadium ne sera pas construit avant 1967). Tampa sera néanmoins encore l'hôte d'un bowl universitaire de 1986 à 1998 avant que le Hall Of Fame Bowl (renommé depuis l'Outback Bowl) n'émigre définitivement à Birmingham en Alabama.
Le nom du bowl tire son origine dans l'industrie locale du tabac (grosses fabriques de cigares) facteur majeur de la prospérité de la ville de Tampa début du XXe siècle.

## Résultats
| Dates            | Vainqueurs                 | Scores | Perdants                                   |
| ---------------- | -------------------------- | ------ | ------------------------------------------ |
| 1er janvier 1947 | Delaware                   | 21-07  | Rollins College                            |
| 1er janvier 1948 | Missouri Valley College    | 26-07  | Université de West Chester en Pennsylvanie |
| 1er janvier 1949 | Missouri Valley College    | 13 -13 | Université de St. Thomas (Minnesota)       |
| 2 janvier 1950,  | Florida State              | 19-06  | Terriers de Wofford                        |
| 1er janvier 1951 | Wisconsin–La Crosse        | 47-14  | Université de Valparaiso                   |
| 29 décembre 1952 | Brooke Army Medical Center | 20-0   | Marine Corps Base Camp Lejeune             |
| 13 décembre 1953 | Université de Tampa        | 21-12  | Lenoir-Rhyne College                       |
| 1er janvier 1954 | Missouri Valley College    | 12-12  | Wisconsin–La Crosse                        |
| 17 décembre 1954 | Université de Tampa        | 21-0   | Université de Charleston                   |